# Mattias Ekström
Mattias Ekström (ur. 14 lipca 1978 w Falun) – szwedzki kierowca wyścigowy i rajdowy. Mistrz Świata w rallycrossie w sezonie 2016.
Jako kierowca samochodów turystycznych jest związany przede wszystkim z marką Audi. W jej barwach w 1999 roku został Mistrzem Szwecji. Dwa lata później przeszedł do bardziej renomowanej serii, niemieckiej Deutsche Tourenwagen Masters, gdzie regularnie startował do końca sezonu 2017, a następnie w ramach pożegnania z serią pojawił się na pierwszej rundzie sezonu 2018 startując jako "gość".
W 2004 roku został mistrzem DTM, pokonując Garry'ego Paffetta. W kolejnym sezonie role odwróciły się i Szwed musiał zadowolić się drugim miejscem w klasyfikacji generalnej.
Po nieudanym sezonie 2006 (dopiero ósme miejsce w punktacji), wrócił do wysokiej formy. W 2007 roku powtórzył sukces sprzed trzech lat i po raz drugi w karierze zdobył tytuł mistrzowski. Tym razem w pokonanym polu zostawił najlepszego kierowcę Mercedesa, Bruno Spenglera.
Okazyjnie startuje także w rajdach samochodowych. Dotychczas wziął udział w ośmiu rajdach zaliczanych do Mistrzostw Świata. Jego najlepszym wynikiem jest dziesiąte miejsce podczas Rajdu Szwecji w 2005 roku.
Ekström jest także czterokrotnym zwycięzcą Race of Champions z lat 2006-2007, 2009 oraz 2023.
Jest związany z pilotką rajdową, Tiną Thörner. Na stałe mieszka w Szwajcarii.